# Ымыяхтахская культура
Ымыяхтахская культура (англ. Ymyyakhtakh culture) — археологическая культура Сибири эпохи неолита и бронзового века, существовавшая в интервале 2200—1300 гг. до н. э. Названа по поселению Ымыяхтах в Якутии, где была открыта.
Центром распространения культуры была Якутия, но отдельные стоянки обнаружены и на Таймыре. Влияние культуры распространилось на весь Северо-Восток Азии, а также и далеко на запад.

## Описание
Отличительной особенностью культуры является круглодонная керамика с вафельными и рубчатыми отпечатками на внешней поверхности. Богато представлены каменные и костные наконечники стрел, копий и гарпунов, а также панцирные пластины.
В керамике характерны примесь в глине шерсти, и отпечатки на поверхности от оббивания сосудов лопаточкой с нарезками.
Сформировалась на основе мигрировавших с юга (с берегов Байкала) племён и местного субстрата белькачинской культуры. Носителей культуры отождествляют либо с юкагирами, либо с чукчами и коряками. Культура просуществовала как минимум до первых веков нашей эры. На смену этой культуре пришла усть-мильская культура.
В 2009 г. ученые предложили датировать Ымыяхтахскую культуру от 2900 до 1025 гг. до н. э. (общая продолжительность ок. 1880 лет) на основе радиоуглеродной хронологии.
Также было предложено, что на основе Ымыяхтахской культуры развились следующие культуры бронзового века:
- Улахан-сегеленняхская культура керамики с «жемчужинами» — 2175—1350 гг. до н. э. (найдена в бассейне реки Алдакай (приток Унгры)),
- Усть-мильская — 1380-10 гг. до н. э., и
- Сугуннахская пережиточно-ымыяхтахская культура — от 325 г. н. э.[8]

## Металлургия
В могильниках культуры нередки находки бронзовых изделий. Изделия из бронзы и следы металла обнаружены на таких памятниках ымыяхтахской культуры, как Покровское, Бугачанское погребения, стоянка Сиктях, могильник Диринг-Юрях, и других.
На стоянке Абылаах-1 на Таймыре была обнаружена бронзолитейная мастерская ымыяхтахской культуры, датированная XII веком до н. э. Были найдены литейная форма, и капли оловянистой бронзы.

## История изучения
Выделена А. П. Окладниковым в 1942 году, когда он обнаружил стоянку древних людей у озера Ымыяхтах, на правом берегу реки Лены в 60 км от Якутска.
В 2009 г. в Мегино-Кангаласском улусе Якутии были открыты новые памятники Бёкё, Хара Оттох, и Мохтах I, II. Они дали ценный материал для изучения ымыяхтахской культуры, и усть-мильской культуры бронзового века Якутии.
Женщина 18—20 лет из погребения 2 комплекса Помазкино-III на правом берегу Колымы (Помазкинский археологический комплекс в районе опустевшей деревни Помазкино в Среднеколымском улусе) принадлежала к монголоидной расе. Аналогии этому комплексу обнаружены на женских черепах из погребений конца III — начала II тыс. до н. э., расположенных в бассейне среднего течения Селенги (Селенгинское среднегорье), микрорайона Еравнинских озер на Витимском плоскогорье и по реконструированным «взрослым» размерам на черепе девочки из грунтовой могилы на ымыяхтском памятнике Каменка-II (Средняя Колыма), что допускает возможность отнесения комплекса к особому антропологическому типу в составе байкальской группы. Возможно, в позднем неолите существовали межпопуляционные контакты, обусловившие обмен женским контингентом среднеселенгинских и среднеколымских популяций. Единственную близкую аналогию абсолютным размерам зубов из Помазкино-III представляют характеристики одного из детей, обнаруженных в погребении на памятнике Каменка-II на Средней Колыме (череп 2). По костям мужчины со стоянки Помазкино 3 получен радиоуглеродный возраст 3065±65 лет назад. Ингумации в Помазкино-3 были совершены в вытянутом положении на спине с ориентацией головой на юг. Об антропологических характеристиках носителей белькачинских и ымыяхтахских традиций можно судить менее чем по десятку скелетов, обнаруженных в комплексах Туой-Хая, Джикимда, Онньес, Родинка II, Диринг-Юрях, Кердюген, Вилюйское шоссе, Каменка 2. Ымыяхтахское население Якутии отличается от южно-сибирского верхнепалеолитического населения резко повышенной частотой коленчатой складки метаконида и высокой частотой лопатообразности и выглядит значительно более монголоидным, чем индивиды эпохи верхнего палеолита.

## Распространение
А. Головнев обсуждает культуру Ымыяхтах в контексте «синдрома циркумполярности»,

"… отдельные черты восточносибирской культуры Ымыяхтах поразительно быстро распространились до Скандинавии. Керамика с вафельными отпечатками встречается на памятниках поздней бронзы Таймыра, Ямала, Большеземельской и Малоземельской тундр, Кольского полуострова, Финляндии (не говоря уже о Восточной Сибири и Северо-Восточной Азии). А. П. Окладников, Л. П. Хлобыстин, К.Карпелан, B.C.Стоколос и другие исследователи в той или иной мере допускают возможность стремительной миграции по тундрам Заполярья групп арктического населения с востока на запад Европы.